# Alexis Borges
Alexis Hernández Borges, más conocido como Alexis Borges, (Villa Clara, 6 de octubre de 1991) es un jugador de balonmano portugués, nacido en Cuba, que juega de pívot en el SL Benfica. Es internacional con la selección de balonmano de Portugal.

## Palmarés

### FC Oporto
- Liga de Portugal de balonmano (3): 2014, 2015, 2019
- Supercopa de Portugal de balonmano (1): 2014
- Copa de Portugal de balonmano (1): 2019

### FC Barcelona
- Campeonato Mundial de Clubes de Balonmano (1): 2018
- Copa Asobal (1): 2018
- Supercopa de España (1): 2018
- Liga Asobal (1): 2018
- Copa del Rey (1): 2018

### Benfica
- Liga Europea de la EHF (1): 2022

## Clubes
- FC Oporto (2013-2020)
- FC Barcelona (2017-2018) (cedido)[3]
- Montpellier Handball (2020-2021)
- SL Benfica (2021- )